# 許惠東

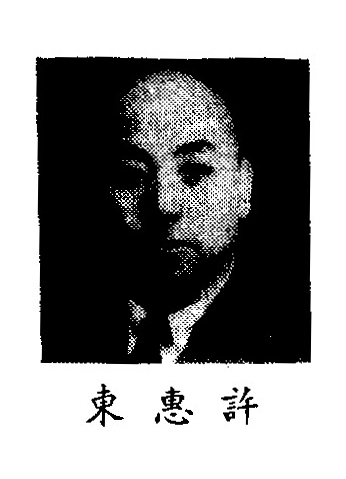

许惠东（1900年—1954年），河北武清人，中華民國政治人物，中國國民黨北平市的地方實力派人物。

## 生平
许惠东早年自北京大学政法系毕业，在校期间曾参加五四运动。1925年，许惠东加入中国国民党。北伐结束后，他歷任中國國民黨河北省武清縣党部書記長、中國國民黨河北省党部民運科科長。1935年到1938年，他任華北抗日協會副主任。1939年起，他歷任河北抗日遊擊司令部戰地處長、冀東22縣行政專員。1940年，中國國民黨中央組織部任命他為平津兩市黨務特派員，任内組織了北平、天津、冀東地區、開灤煤礦等地的中國國民黨地下組織。1941年底，他被撤職。1942年到1944年夏，他歷任第一戰區少將高參，第三十九集團軍總參議兼洛陽辦事處處長。1944年11月，他任中國國民黨北平市黨務特派員、政治特派員、軍事特派員。
1945年，他當選中國國民黨中央執行委員會委員。1945年3、4月間，许惠东到重庆参加中國國民黨第六次全國代表大會，途經山西時被日本當局逮捕，遭到刑讯，直到日本投降後才被释放。1945年10月，他任中國國民黨北平市党部主任委員，1946年4月被免職。此後不久，他任北平市臨時參議会副議長。1947年秋，他作爲北平地方實力派擊敗代表中央勢力的谷钟秀當選北平市參議會議長，任内發生了北平七·五慘案，他被東北學生視爲慘案責任人之一。1947年冬，他當選第一届國民大會代表。他和北平方面的李宗仁、傅作義在政治上相互支持，以抗衡國民黨中央，他曾支持李宗仁同孫科競選中華民國副總統。1948年秋，他任華北人民和平促進會會長，促進了北平和平解放。其間，1949年1月17日夜，他曾到何思源宅議事，次日凌晨何思源宅被炸彈炸毀，他因已經離開而未遭傷害。北平和平解放後，應東北學生要求，人民政府將他逮捕，關押在地方法院看守所，從事學習和輕微勞動，1954年，許惠東在看守所内因突發腦溢血而去世。
許惠東去世後，地方法院書面通知其家屬，稱許惠東本人已死，其歷史問題人民政府不再追究。1984年，政府根据他对北平和平解放的贡献，决定將其按起义、投诚人员对待，撤銷1954年6月21日中國人民解放軍北京市軍事管制委員會軍法處對許惠東的裁定。